# SN 2007qd
SN 2007qd – supernowa typu Iax odkryta 31 października 2007 roku w galaktyce A020933-0100. W momencie odkrycia miała maksymalną jasność 20,80m.